# 克拉伦斯·希尔
克拉伦斯·希尔（Clarence Hill，1951年6月26日—）是一名已退役的百慕大男子拳击手。他在1976年夏季奥林匹克运动会上獲得重量级拳擊铜牌，這使得希尔成为百慕大第一位获得奥运会奖牌的运动员。1980年後轉為職業拳擊手。1986年後退役。2005年，克拉伦斯·希尔被选入百慕大体育名人堂。